# Ankershagen
Ankershagen, Schliemanngemeinde (pol. Gmina Schliemanna) – gmina w Niemczech, w kraju związkowym Meklemburgia-Pomorze Przednie, w powiecie Mecklenburgische Seenplatte, wchodzi w skład Związku Gmin Penzliner Land.

## Osoby

### związane z gminą
- Heinrich Schliemann – archeolog amator, spędził tutaj dzieciństwo
- Johann Heinrich Voß – pracował tutaj jako nauczyciel